# Risus
Risus (Risus: The Anything RPG) è un gioco di ruolo generico e leggero, scritto, progettato e illustrato da S. John Ross della Cumberland Games and Diversions. Risus è disponibile gratuitamente sul web. È stato pubblicato online per la prima volta nel 1993. Le versioni precedenti del gioco erano intitolate GUCS: The Generic Universal Comedy System (una parodia di GURPS) e furono distribuite privatamente a partire dal 1989.

## Storia
Risus (latino per "risata") è un gioco comico (spesso descritto dal suo creatore come un "gioco scherzoso") e utilizza un sistema di cliché (classi di personaggi) ispirato alle ampie abilità "a scala di carriera" di DC Heroes RPG (Mayfair Games), e successivamente influenzato da Over the Edge di Atlas Games. I sistemi di base di Risus hanno il loro debito maggiore nei confronti di Ghostbusters RPG pubblicato da West End Games, e di Tunnel e Troll di Ken St. Andre. Il gioco stesso cita anche GURPS come influenza, insieme a FUDGE, un altro gioco di ruolo gratuito distribuito sul web un anno prima. Diversi giochi più recenti sono stati a loro volta influenzati da Risus.
Nonostante le dimensioni ridotte del gioco e la sua natura scherzosa, esistono più di 30 siti web di fan dedicati a Risus, alcuni dei quali includono diverse varianti di regole, semplici worldbook e adattamenti completamente riscritti del gioco. Lo stesso Risus è stato tradotto in cinese, croato, ceco, danese, olandese, esperanto, francese, tedesco, italiano, giapponese, coreano, norvegese, polacco, portoghese, russo e spagnolo. Nel dicembre 2003, Cumberland Games ha iniziato a supportare il gioco gratuito con supplementi commerciali, a partire dal Risus Companion e dalla fondazione dell'International Order of Risus Risus.  Un esempio di un altro prodotto commerciale è A Kringle in Time, "un'avventura per salvare il Natale da un male antico".
New Risus ha vinto il premio inaugurale RPGnet del 2001 per il miglior gioco di ruolo gratuito.

## Risus Companion
Il Risus Companion è il primo supplemento commerciale di Risus. S. John Ross scrisse e pubblicò il Risus Companion in occasione del 10º anniversario di Risus sul World Wide Web, al fine di fornire una base per Risus come impresa commerciale. Risus stesso rimane gratuito, consentendo ai fan di Risus la possibilità di sostenere Risus se lo desiderano e di essere ricompensati materialmente per averlo fatto. Il Risus Companion è un documento elettronico in formato PDF, messo a disposizione di tutti i membri dell'International Order of Risus.

## Accoglienza
In una recensione di Risus su Black Gate, Ryan Harvey ha dichiarato: "Posso raccomandare con entusiasmo Risus a chiunque abbia un po' di immaginazione, indipendentemente dalla sua esperienza con quei dadi dalle facce buffe. Non solo le regole sono così snelle da stare in sei pagine (con due dedicate alle regole opzionali), ma il sistema si basa interamente su cliché che chiunque abbia visto un film, letto un libro o girato più di San Simeone lo Stilita, riconoscerà e saprà come recitare".